# Čamerovac
Čamerovac – wieś w Chorwacji, w żupanii karlowackiej, w mieście Slunj. W 2011 roku liczyła 57 mieszkańców.